# Campionato panamericano di rugby 2001
Il campionato panamericano di rugby 2001 (in inglese 2001 Pan American Championship, in spagnolo Torneo Panamericano de Rugby 2001) fu la 4ª edizione del campionato panamericano di rugby a 15.
Organizzato dalla Pan-American Rugby Association (PARA), si tenne in Canada nel mese di maggio fra le quattro squadre nazionali disputanti l'edizione precedente: Argentina e Uruguay (Sudamerica), Canada e Stati Uniti (America del Nord).
La formula utilizzata fu quella del girone unico all'italiana con incontri da disputarsi in gara unica su tre giornate: la prima giornata con sede a Kingston il 19 maggio, la seconda ad Hamilton in data 23 maggio e l'ultima a Markham il 26 di maggio. Il sistema di punteggio adottato in classifica fu il seguente: 2 punti per la vittoria, 1 punto per il pareggio e 0 punti per la sconfitta; in caso di parità nel punteggio venne presa in considerazione la differenza punti marcati/subiti. 
Il campionato fu vinto dall'Argentina, alla quarta affermazione consecutiva nel torneo.

## Squadre partecipanti
- Argentina (Sudamerica)
- Canada (America del Nord)
- Stati Uniti (America del Nord)
- Uruguay (Sudamerica)

## Risultati

### 1ª giornata
| Arbitro: | Ian Hyde-Lay |

|                                  |      |                |
| Dande Núñez Piossek Orengo Soler | mt   | Mendaro Ibarra |
| F. Contepomi (3)                 | tr   | Menchaca       |
| F. Contepomi (2)                 | c.p. | Menchaca (5)   |

| Arbitro: | Santiago Borsani |

|             |      |         |
| Thiel       | mt   | Dalzell |
| Stewart     | tr   | Wells   |
| Stewart (4) | c.p. | Wells   |

### 2ª giornata
| Arbitro: | Eduardo Blengio |

|           |      |                                                          |
| Timoteo   | mt   | Martín (2) Stortoni Soler Orengo Longo Elía F. Contepomi |
| Wells     | tr   | F. Contepomi (3)                                         |
| Wells (3) | c.p. | F. Contepomi                                             |

| Arbitro: | Santiago Borsani |

|          |      |          |
| Burleigh | mt   | Brignoni |
| Ross (3) | c.p. | Menchaca |

### 3ª giornata
| Arbitro: | Ian Hyde-Lay |

|                          |      |                   |
| Amarillo Sánchez tecnica | mt   | Eloff Naivalu (2) |
| Menchaca (2)             | tr   | Wells (2)         |
| Menchaca (3)             | c.p. | Wells (4)         |

| Arbitro: | Al Klemp |

|             |      |                       |
|             | mt   | Roldán                |
| Stewart (2) | c.p. | F. Contepomi (2)      |
|             | drop | Fernández Miranda (3) |

## Classifica
|  | Squadra     | G | V | N | P | P+ | P- | P±  | PT |
|  | ----------- | - | - | - | - | -- | -- | --- | -- |
|  | Argentina   | 3 | 3 | 0 | 0 | 96 | 49 | 47  | 6  |
|  | Canada      | 3 | 2 | 0 | 1 | 39 | 38 | 1   | 4  |
|  | Stati Uniti | 3 | 1 | 0 | 2 | 57 | 91 | −34 | 2  |
|  | Uruguay     | 3 | 0 | 0 | 3 | 63 | 77 | −14 | 0  |